# Sport au Sénégal
 (juillet 2025).
La place du sport au Sénégal est très importante.

## Football

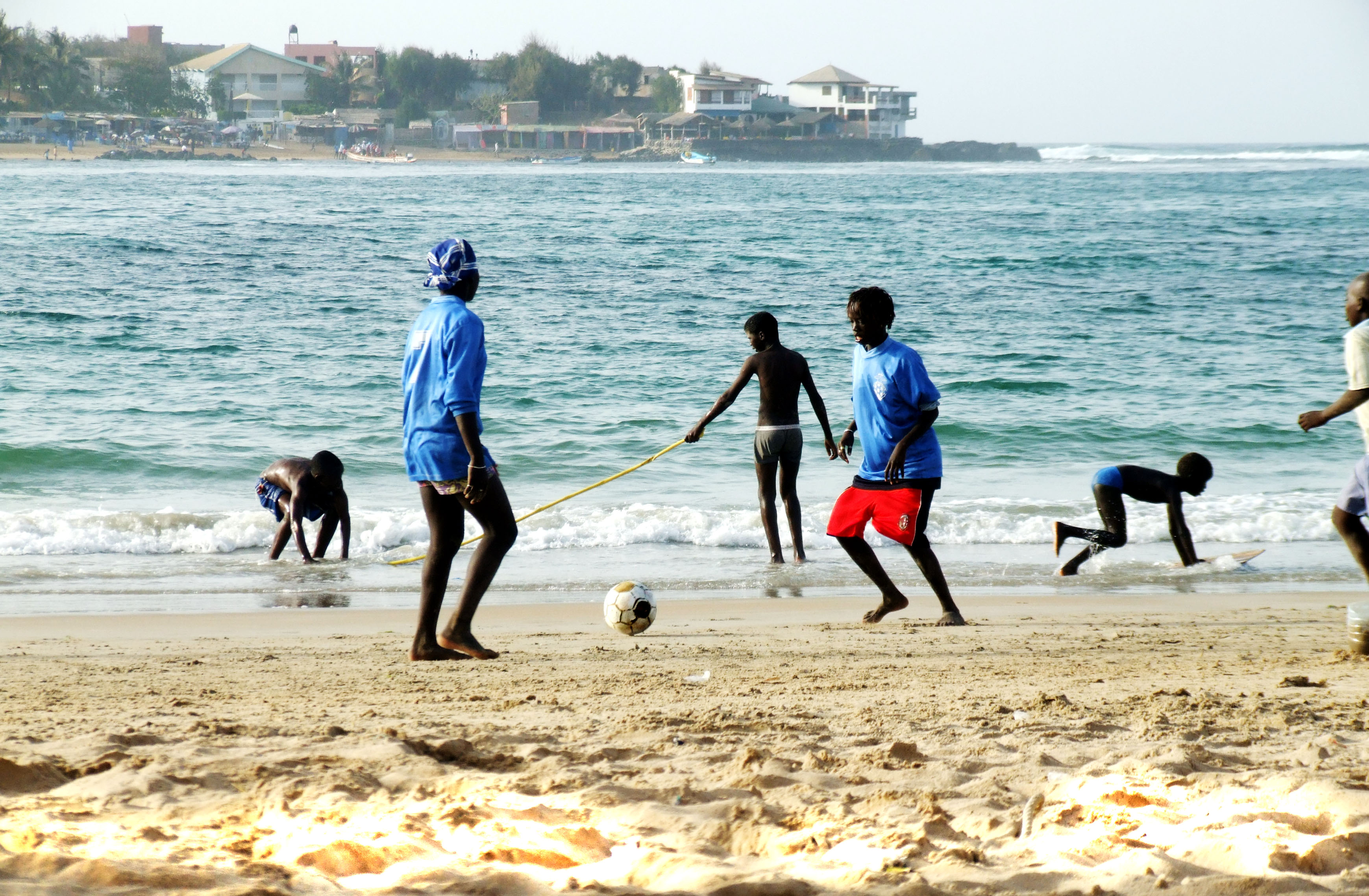
Joueuses de football sur la plage de Ngor

Le football est certainement le sport le plus populaire au Sénégal.
Appelée les Lions de la Téranga par les medias étrangers et " Les Lions (du Sénégal)" par les Sénégalais, l'équipe du Sénégal de football est affiliée à la Fédération sénégalaise de football et à la FIFA depuis 1962. 
Elle remporte la Coupe d'Afrique des nations en 2022, après avoir atteint la finale en 2002 au Mali face au Cameroun et en 2019 en Egypte face à l'Algérie. Elle s'est aussi qualifiée pour la phase finale de la coupe du monde de la FIFA organisé en 2002 en Corée et au Japon, coupe du monde durant laquelle l'équipe  a atteint les quarts de finale en battant notamment au premier tour la France championne du monde en titre en match d'ouverture 1-0. Son parcours a pris fin face à une très bonne équipe de Turquie qui finira en 3e position de la compétition. Elle s'est aussi qualifiée pour la coupe du monde 2018 mais n'a pas réussi à atteindre la phase finale la faute à un trop grand nombre de cartons jaune par rapport à son adversaire direct : le Japon.
Quelques joueurs célèbres :
- El-Hadji Diouf, footballeur
- Henri Camara, footballeur
- Khalilou Fadiga, footballeur
- Habib Beye, footballeur
- Tony Sylva, footballeur
- Jules Bocandé, footballeur
- Pape Diouf, manager de joueur, président de l’OM
- Mamadou Niang, footballeur (OM)
- Dame N'Doye, footballeur
- Papiss Cissé, footballeur
- Kara Mbodj, footballeur
- Krépin Diatta, footballeur
- Sadio Mané, footballeur
- Idrissa Gueye, footballeur
- Kalidou Koulibaly, footballeur
- Ismaïla Sarr, footballeur
- Keita Baldé, footballeur
- M'Baye Niang, footballeur

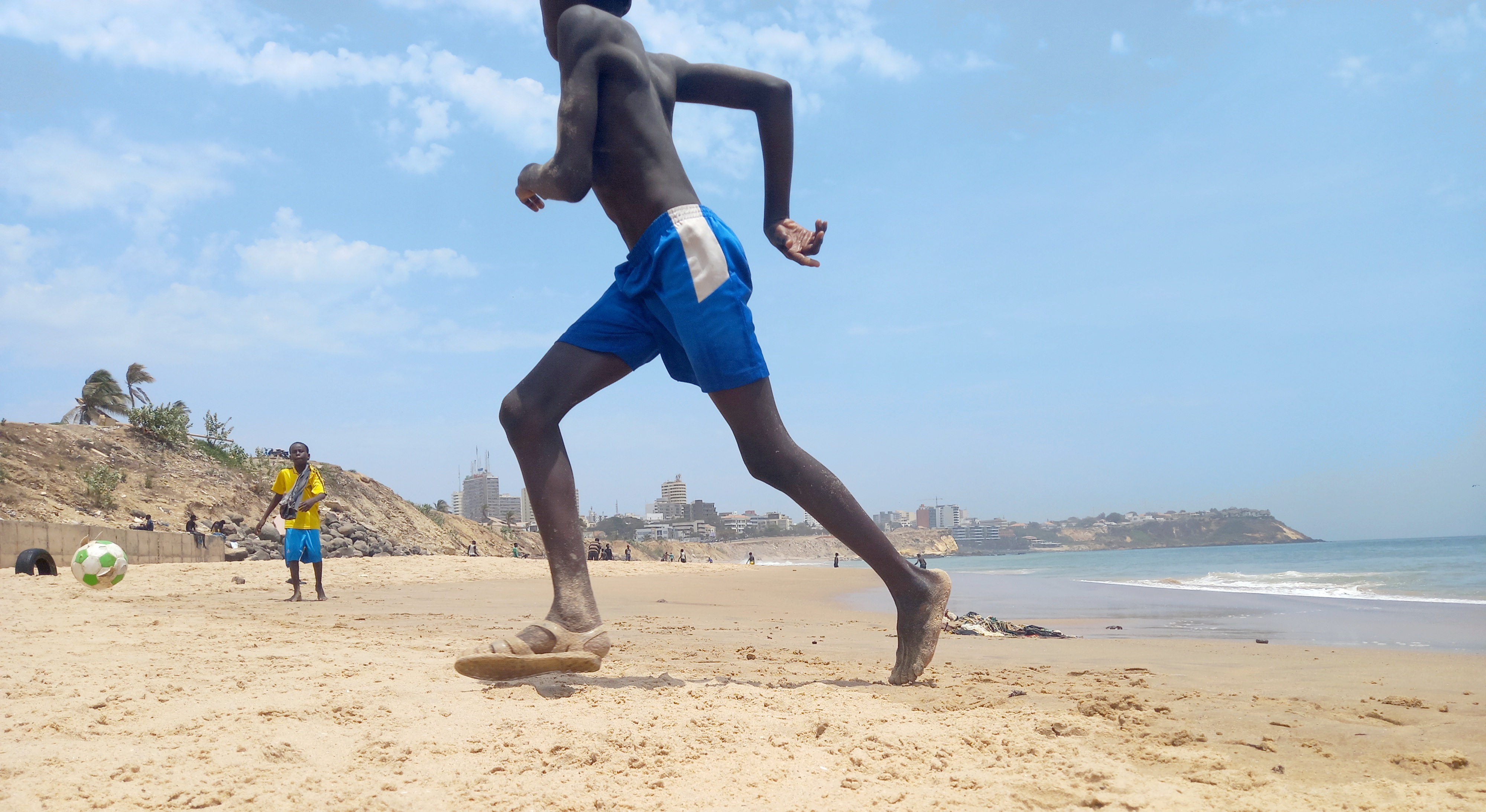
Enfants jouant au football sur la plage, à Dakar.

L'équipe masculine de beach soccer est la plus titrée du continent, en ayant remporté 6 des 10 CAN de la spécialité.

## Lutte sénégalaise

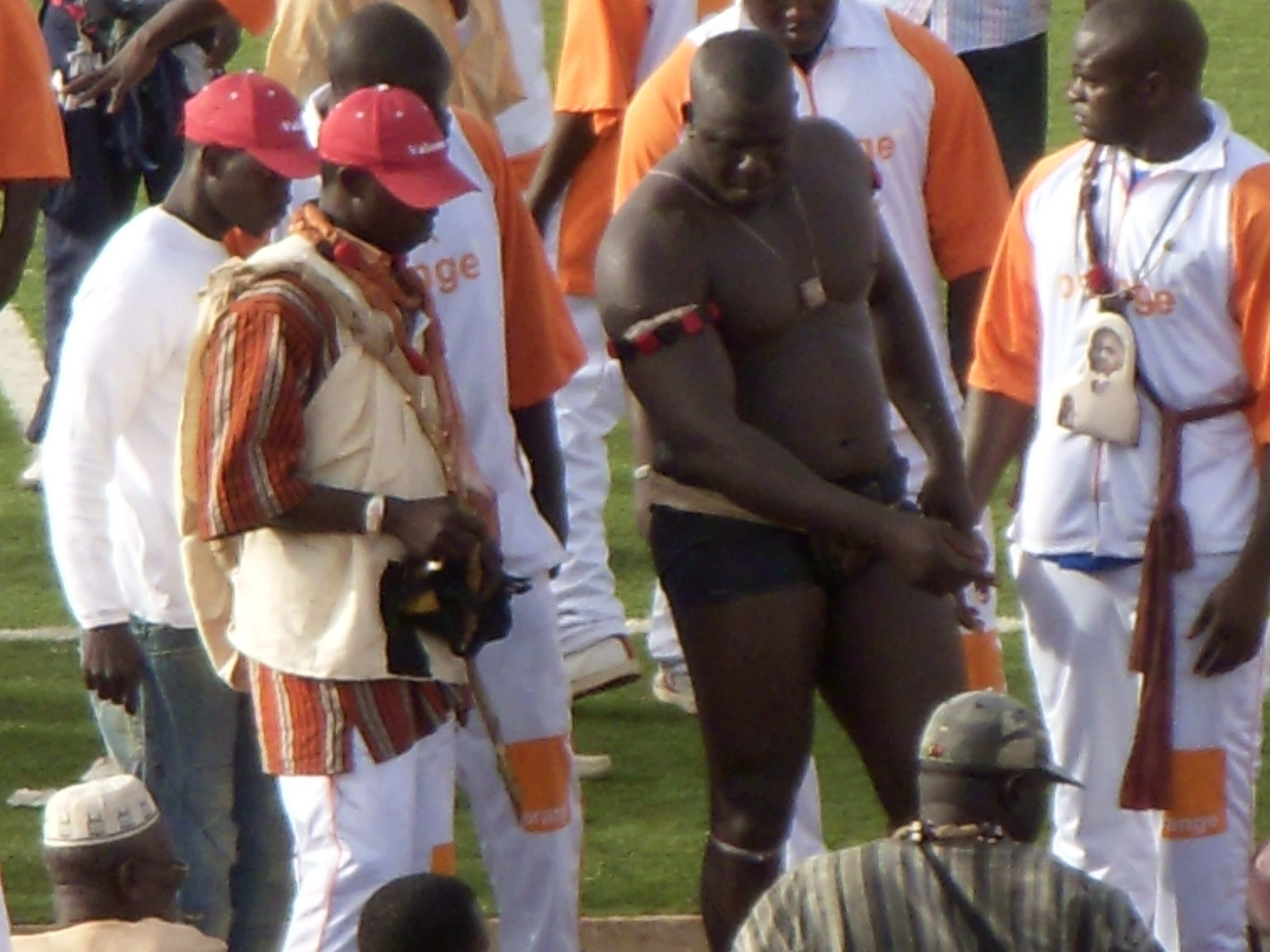
Le champion Yékini au stade Demba Diop de Dakar

La lutte traditionnelle sénégalaise est actuellement un secteur très en hausse, le secteur a connu un développement considérable ces dernières années, surtout sur le plan économique. La cagnotte a atteint les 120 000 millions de francs CFA ces deux dernières années. Le roi des arènes reste notre champion d'Afrique, Yékini, qui, en 2005, a pris la couronne sur la tête de Tyson (Mouhamed Ndao), lequel, par ailleurs, avait su la garder pendant presque 5 ans. Ce même Tyson fut battu à deux reprises par un autre poids lourd sénégalais, Sérigne Dia, dit Bombardier. Non content du verdict de l'arbitre à l'issue de son dernier combat avec Bombardier, Tyson a déclaré lors d'une conférence de presse la fin de sa carrière de lutteur.

## Aviation légère
Grâce à des conditions météorologiques souvent clémentes, l'aviation de loisir – notamment l'ULM – permet une approche inédite des paysages, dans une contrée par ailleurs dépourvue de montagnes. Cap Skirring et le Sine-Saloum constituent des destinations de choix.

## Boxe

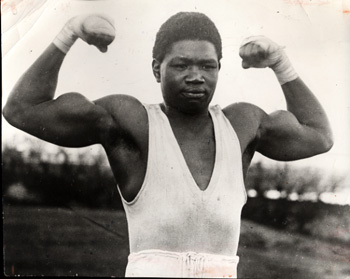
Le boxeur Battling Siki

- Battling Siki (1897-1925), champion du monde à 25 ans et premier Africain à remporter un titre mondial de boxe
- Souleymane Mbaye, franco-sénégalais, champion de France WBC des lourds-légers

## Basket-ball
- Lions du Sénégal, l'équipe nationale
- Équipe du Sénégal féminine de basket-ball

### Clubs
- AS Bopp Basket Club
- AS Bopp Basket Club (féminin)
- US Rail
- Dakar Université Club
- Union sportive de Ouakam

### Joueurs
- Babacar Cissé - DeSagana Diop - Makhtar N'Diaye - Boniface N’Dong - Maleye N'Doye - Moustapha Niang - El Kabir Pene - Mame Maty Mbengue - Vincent Da Sylva

## Cyclisme
La Fédération sénégalaise de cyclisme (FSC) organise les disciplines cyclistes au Sénégal. La FSC est membre de l'Union cycliste internationale et de la Confédération africaine de cyclisme.
- Tour cycliste du Sénégal

## Équitation
Les disciplines équestres pratiquées au Sénégal comprennent l'équitation et les courses hippiques.
La Fédération Sénégalaise des Sports Équestres regroupe les pratiquants sportifs au sein de cinq associations et centres équestres fédéraux implantés essentiellement dans la capitale Dakar. Le saut d'obstacles est la discipline la plus pratiquée devant le dressage.
Des centres et fermes équestres réparties dans les zones touristiques proposent ballades et randonnées équestres.
Un Comité National de Gestion des Courses Hippiques gère les courses de trot et de galop pratiquées par huit écuries dans les différents hippodromes du pays.

## Escalade
Le Sénégal dispose de deux sites d'escalade équipés sur les  falaises des Mamelles en bord de mer à Dakar et à Bandafassi dans le Sénégal oriental.
Le site de Dakar comprend environ 40 voies d'escalade équipées de points d'assurance présentant une cotation variant du 3+ au 8b pour des longueurs de 10 à 50 mètres. Le rocher de type granitique et basaltique est relativement friable et peu sûr, particulièrement hors des voies équipées. Des projets immobiliers remettent en question l'accessibilité d'une partie des falaises pourtant situées sur le littoral.
Une association d'escalade a été constituée mais la pratique de ce sport reste relativement confidentielle.

## Natation

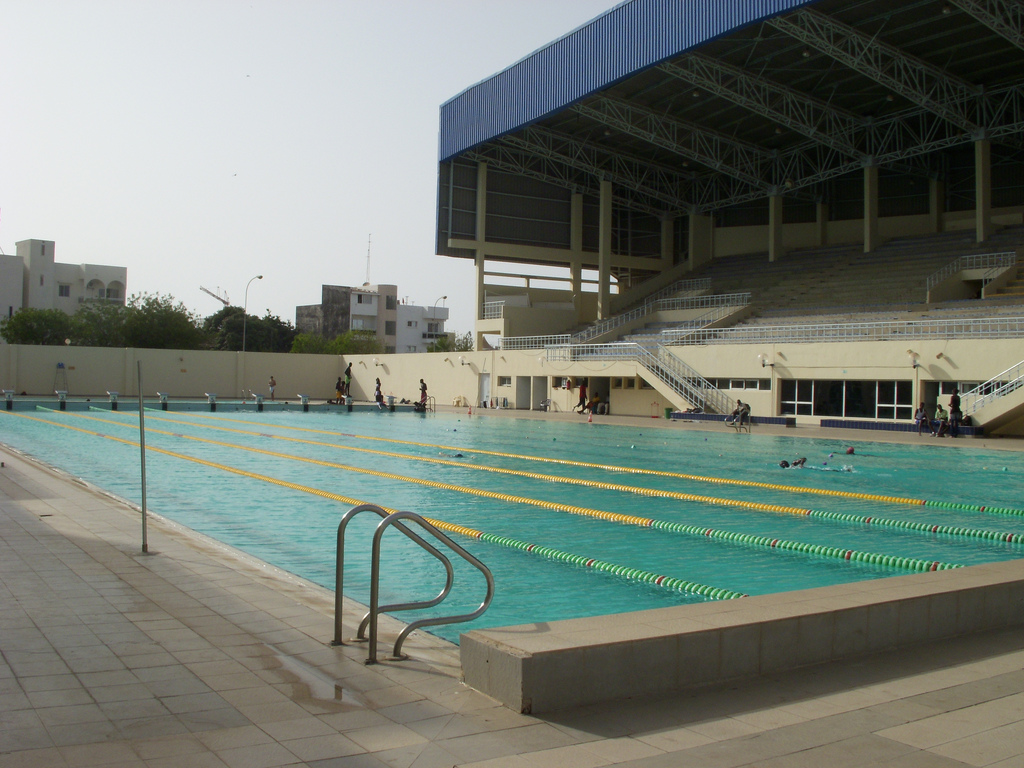
La Piscine olympique nationale (Dakar)

La Fédération sénégalaise de natation et de sauvetage (FSNS) est membre de la Fédération internationale de natation (FINA).
Au cœur d'un important complexe sportif, la Piscine olympique nationale a été inaugurée en 2002
. Ses tribunes offrent 3 000 places assises.
Malick Fall depuis 2002 a été 5 fois champion d'Afrique et a obtenu plus de 20 médailles africaines.

## Judo
- Le Casamançais Malang Dabo fut plusieurs fois champion du Sénégal et d'Afrique, entre 1990 et 2000[3].

## Pêche sportive
Le Sénégal est une destination recherchée par les amateurs de pêche sportive.
L'équipe nationale (Moussa Mbengue, Abdoulaye Kébé, Cyril Calendini, Dominique Dussaut) a remporté le championnat du monde de pêche sportive en 2002 (Italie) et 2003 (Sénégal), mais ne s'est classée que 13e à Durban (Afrique du Sud) en 2004. Son capitaine Abdoulaye Kébé est décédé accidentellement en 2007.

## Rugby à XV
- Équipe du Sénégal de rugby à XV
- Joueurs : Mohamadou Diarra - Magname Koïta - Félix Mendy - Guedel Ndiaye

## Sport automobile

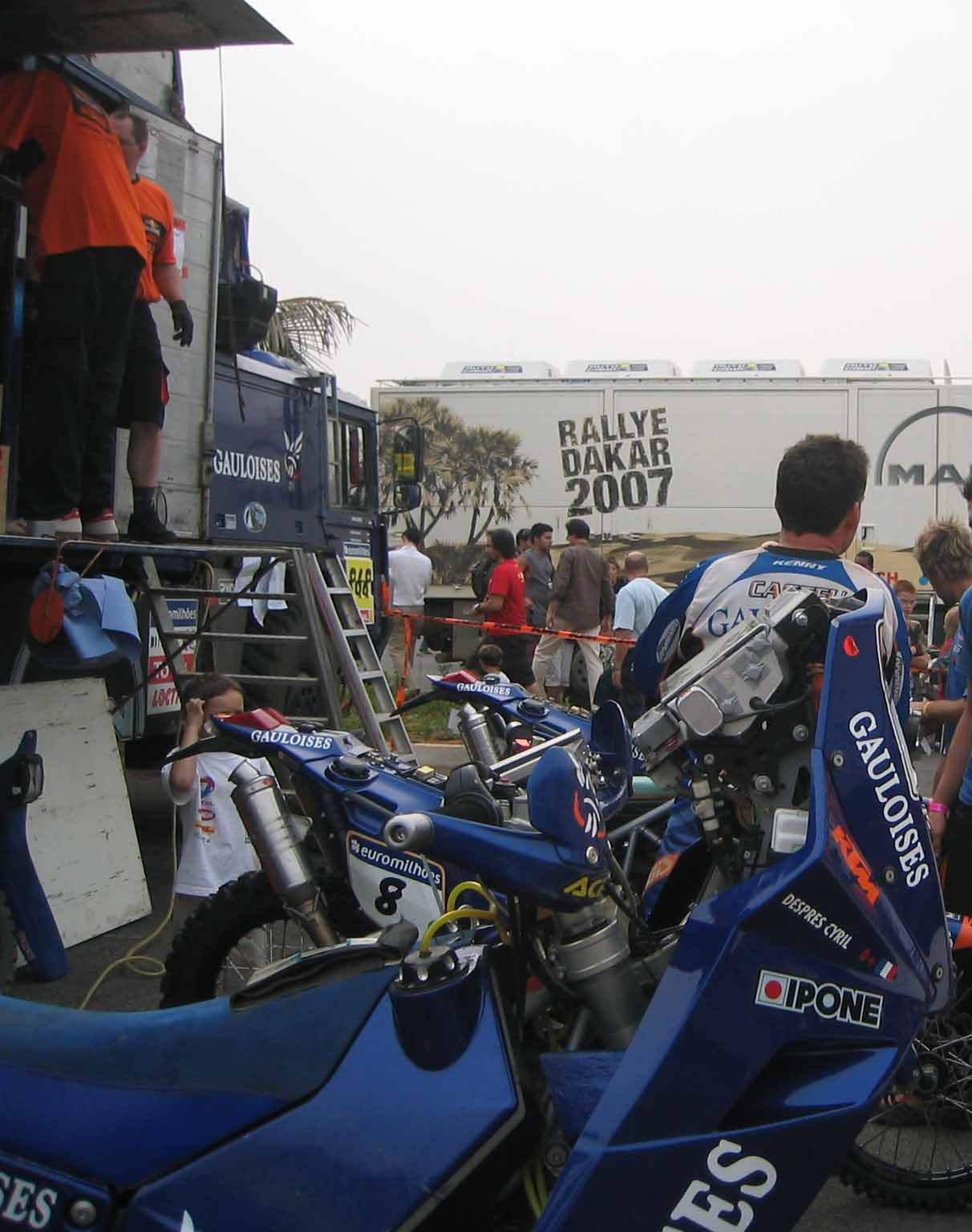
À l'arrivée, la moto victorieuse de Cyril Despres au Lisboa Dakar 2007

La Fédération Sénégalaise des Sports Automobile et Motocycliste regroupe depuis 1978 environ 150 licenciés au travers de 3 clubs pratiquant les disciplines automobile, kart et moto.
Des compétitions nationales et internationales se tiennent régulièrement dont l'épreuve d'endurance des 6 heures de Dakar et de nombreux rallyes internationaux.
Le Sénégal dispose du premier circuit automobile permanent d'Afrique de l'Ouest de 4 700 m aux normes FIA et d'un environnement propice à la pratique des rallyes.

### Filmographie
- (fr) Khandalou, le club navétane, court métrage documentaire réalisé par Thioro Samb Alassane, Sénégal, Média-Centre de Dakar, 1998